# Royal Melbourne Institute of Technology

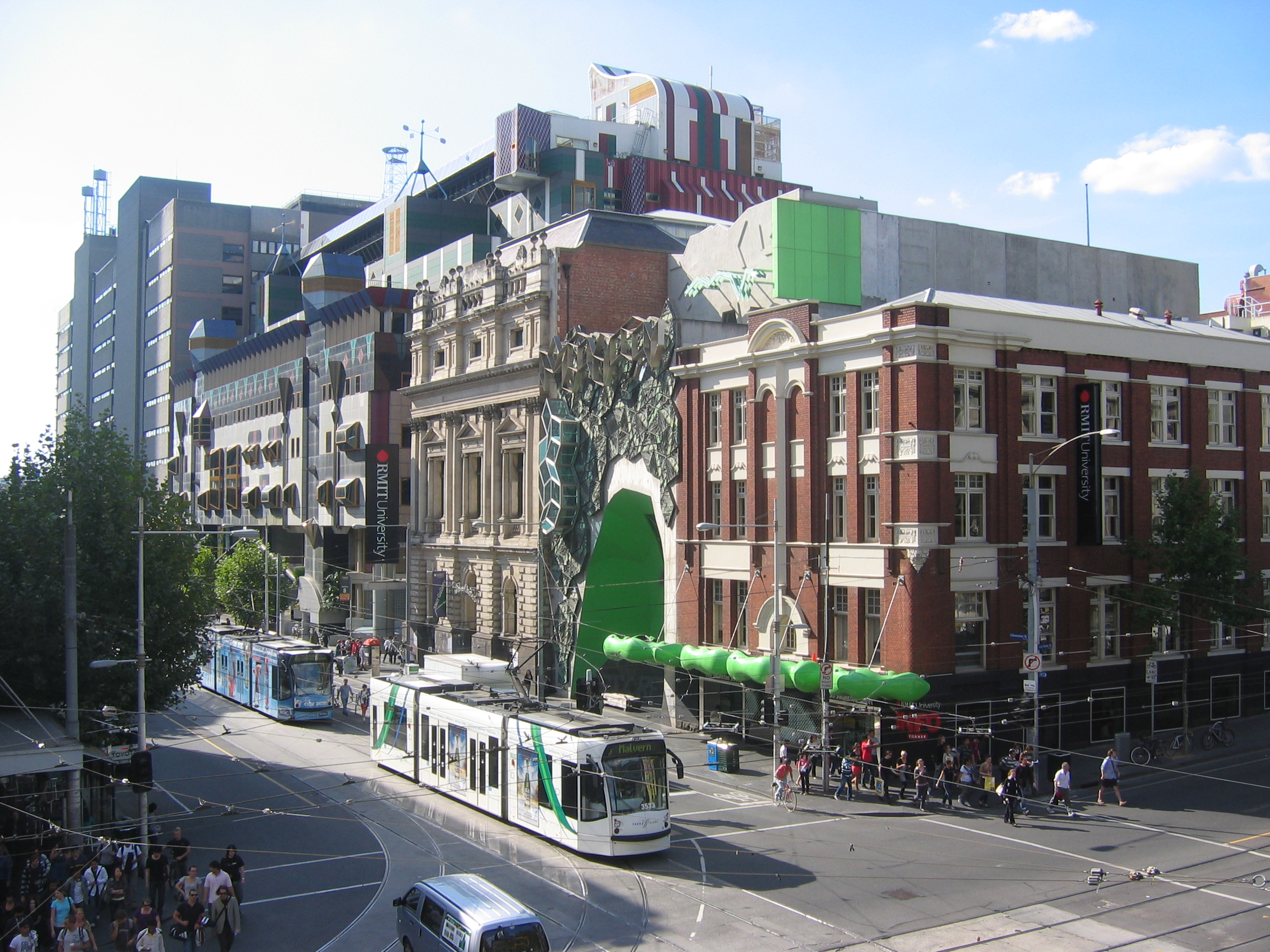
RMIT nel centro di Melbourne in Swanston Street

Il Royal Melbourne Institute of Technology o RMIT è un'università di Melbourne, nello Stato di Victoria, in Australia.
L'università è stata fondata nel 1960 con questo nome, ma solo nel 1992 ha ricevuto lo statuto di università pubblica.
È classificata come la quarta università con il maggior numero di studenti internazionali dopo la School of Economics, la School of Oriental and African Studies l'Università di Cranfield
Nel 2018, un team multidisciplinare di designer e scienziati comportamentali dell'Università RMIT ha rilasciato un nuovo font chiamato Sans Forgetica.